# Sankt Antönien Rüti
Sankt Antönien Rüti (o Rüti; toponimo tedesco) è una frazione del comune svizzero di Luzein, nella regione Prettigovia/Davos (Canton Grigioni).

## Storia
Già comune autonomo che comprendeva le località di Gafien e Partnun, nel 1979 è stato aggregato all'altro comune soppresso di Sankt Antönien Castels per formare il nuovo comune di Sankt Antönien, il quale a sua volta nel 2016 è stato aggregato al comune di Luzein.